# 山内登美雄
山内 登美雄（やまのうち とみお、1925年6月 - 2000年6月2日）は、日本の演劇学者。
石川県金沢市生まれ。東京大学文学部哲学科卒。明治大学文学部教授を務めた。1994年定年退任。2000年6月2日、肺炎のため死去。
演劇理論、ギリシア悲劇などが専門。

## 著書
- ドラマトゥルギー 紀伊国屋新書 1966
- 現代演劇の理念 未來社 1968
- ギリシア悲劇 その人間観と現代 日本放送出版協会 1969（NHKブックス）
- 演劇の文明史 呪術・芸術・娯楽 日本放送出版協会 1974（NHKブックス）
- 演劇の視覚 白凰社 1997.3（明治大学人文科学研究所叢書）
- ギリシア悲劇 神々と人間のドラマ 新曜社 1997.7（ワードマップ）

## 翻訳
- 演劇の理念 フランシス・ファーガソン 未來社 1958
- ブレヒト 政治的詩人の背理 マーティン・エスリン 山田肇、木桧禎夫共訳 白凰社 1963
- 無意味の意味 ジーン・ブロッカー 紀伊国屋書店 1977.9
- ドラマを解剖する マーティン・エスリン 紀伊国屋書店 1978.10
- 演劇の記号論 K.イーラム 徳永哲共訳 勁草書房 1995.7

退任記念論集
- ヨーロッパ演劇の変貌 ゲオルク二世からストレーレルまで 白凰社 1994.8（明治大学人文科学研究所叢書）